# Miguel García Cuesta
Miguel García Cuesta, španski rimskokatoliški duhovnik, škof in kardinal, * 6. oktober 1803, Macotera, † 14. april 1873.

## Življenjepis
14. aprila 1848 je bil imenovan za škofa Jace in 16. julija isto leto je prejel škofovsko posvečenje.
5. septembra 1851 je bil imenovan za nadškofa Santiaga de Compostela. 
27. septembra 1861 je bil povzdignjen v kardinala in imenovan za kardinal-duhovnika S. Prisca.